# 马哈迪·莫哈末的相关争议

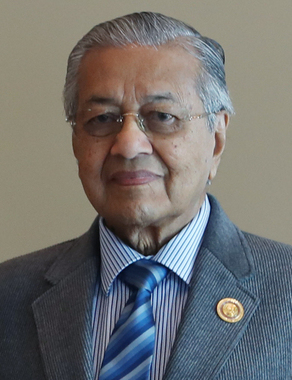
马哈迪·莫哈末

马哈迪·莫哈末的相關爭議列出马哈迪·莫哈末自从政以来的争议事件。马哈迪曾擔任马来西亚第四任（1981—2003）及第七任（2018—2020）首相，是马来西亚任期最长的首相。

## 逼退国父
1969年五一三种族冲突事件发生后，马哈迪向时任首相、国父东姑阿都拉曼致上一封信函，要求他辞职，马哈迪批评东姑阿都拉曼放任华裔主导经济的态度，导致马来人无法享受国家发展的成果。马哈迪也将信函的上千份副本发给所有人，结果促使马来官员、军警人员和学生爆发反对后者继续担任首相的示威活动。东姑阿都拉曼于1970年9月21日宣布辞职下台，结束17年首相生涯。
东姑阿都拉曼的子孙东姑慕尔努丁（Tunku Muinuddin Putra）于2019年8月向媒体访谈其事迹。他透露，东姑阿都拉曼因为马哈迪在1969年致函批评他当时的领导能力，尤其是当年5月13日的种族骚乱问题，最终使东姑阿都拉曼在1990年感到悲痛的情况下逝世。东姑慕尔努丁形容，马哈迪当年发出的信件伤透了东姑阿都拉曼的心，并摧毁了其超过17年的服务。
马哈迪于2021年5月9日点评东姑阿都拉曼时表示，他们两人之间的关系不是很好，并批评东姑阿都拉曼沒有为国家发展和独立作出贡献，结果在1969年发生了暴乱。直到敦拉萨上台后推出的新经济政策，这才是马哈迪需要的。

## 茅草行動
1987年间，华人社会为反对教育部长安华·依布拉欣派遣不谙华文的教师担任华小行政四个高职的人事措施，10月11日，由马华公会、民政党、民主行动党和民间团体联办的抗议大会在吉隆坡乐圣岭天后宫举行。由於未獲当局回應，抗议大会成立的行动委员会号召有关的华小从10月15日起一连三天举行罢课抗议；之后政府当局于14日同意进行协商，罢课抗议行动取消。
罢课抗议行动取消後，马来人表達强烈反弹。时任巫统青年团（巫青团）代团长纳吉·阿都拉萨在吉隆坡甘榜巴鲁的TPCA体育馆召开了一场拥护政府的万人大集会，现场出现了许多具有“排华意识”的横幅，包括了“那些反对马来统治者的人将被撤销公民身份”、“5月13日已开始”（指五一三事件）和“让它（马来短剑）浸泡在在华人的血泊中”等标语。與此同時，在吉隆坡秋杰地区（Chow Kit），有个马来士兵乱枪射毙一名马来人和两名华人，这起事件引起两族之间骚动。
1987年10月27日开始，马来西亚政府以种族关系紧张为理由，展开大逮捕和查封报章的“茅草行动”（Operasi Lalang）。

## 处理土著银行与国家银行
1980年至1990年代，马哈迪在担任首相时期大力推动马来西亚工业发展，试图将马来西亚打造成为工业大国，提出「向东学习」和「2020年宏愿」等政策。为推动国家提出的工业蓝图，马来西亚两大国营银行裕民銀行和马来西亚国家银行涉嫌违法操作，导致国家储备金损失超过340亿令吉，影響马哈迪的工业发展计划。
在1980年代，裕民銀行于香港的附属公司贷出达25亿令吉贷款给陈松青成立的佳宁集团。1983年，佳宁集团以周转不灵为由，宣布旗下3家上市子公司暂停交易，裕民銀行的贷款也血本无归。由於裕民銀行涉嫌违法贷款给没有足够的抵押和完善的文件纪录的佳宁集团，且裕民銀行高层涉及贪污舞弊，事件在马来西亚被称为「土著银行丑闻」，成为马来西亚首个最大的财经欺诈案。之後，裕民銀行助理总经理查利尔（Jalil Ibrahim）被派往香港调查贷款事件时遭人暗杀，牵起马来西亚政府成员涉入命案之觀點；最终一名砂拉越商人麦福生被控谋杀查利尔，并遭判決罪名成立。有觀點認為，由于裕民銀行是马来人开设的银行，与马来西亚政府高层人员有密切关系，对政治具影响力，政府對於此事的解决方式僅為注资10亿美元以拯救裕民银行，尔后成立皇家委员会调查这项舞弊事件，有6名裕民銀行官员被控，但没有任何一名政府高级官员因而被控。
另一方面，马来西亚国家银行是1980年至1990年代外汇市场的主要炒家，主要为国家赚取外汇储备金，以防政府需偿还的债务增加。1992年，国家银行在黑色星期三的外汇交易中亏损超过40亿美元，隔年的交易也亏损57亿令吉，使国家外汇储备金亏损一半。政府採取与先前對於土著银行相近的方式处理此亏损案，且未對外公開此事，直到国家银行在1993年公布财政报告时揭露。马来西亚国家银行炒汇亏损案最终以国家银行总裁嘉化·胡先和第二财政部长诺莫哈末于1994年4月宣布辞职告终，政府也对国家银行进行补贴，没有任何一名政府高级官员因而被控。
2017年2月15日，时任首相纳吉·阿都拉萨领导的国阵政府为反击马哈迪联合反对党势力挑起一个马来西亚发展有限公司丑闻（1MDB）及26亿门事件而成立皇家委员会调查马哈迪担任首相期间的国行炒汇案。反对党曾形容，设立皇委会是含有政治动机的报复行为。皇家委员会经过召开8天的公开听证会后，认为国行炒汇案已触犯刑事法典第406及第409条文（失信罪）；同时也违反刑事法典第417与418条文，即欺骗内阁，调查报告于同年11月30日提呈国会。马哈迪等相关人士入禀法庭，试图以政治因素的理由要求将皇家委员会的调查报告列为无效，并申请撤消两名皇家委员会的调查资格，但被上诉庭三司一致驳回申请。
2019年7月1日，掌管法律事务的首相署部长刘伟强指出，基于缺乏文件证据以及国行炒汇案的报案者也已经撤案，案件被列为「没进一步行动」为由结案。

## 削减王室特权
1993年，马哈迪在国会下议院提呈修憲法案，削弱联邦宪法规定最高元首及各州统治者的特别權利，這包括最高元首在執行部分職權前需經過民選政府內閣的同意和授權、取消苏丹及王室成员的司法豁免权、限制最高元首对国会法案的否决权，該法案最終經過辯論後於國會上議院與下議院以三分之二的票數通過並於多日後自動生效。
2015年12月，因一个马来西亚发展有限公司丑闻（1MDB）而争议连连的时任首相纳吉·阿都拉萨以打击恐怖主义为由推行备受争议的《2016年国家安全理事会法令》，最终在獲得国会上下议院通过和无须经过最高元首批准的情况下刊登宪报颁布生效。2016年5月9日，柔佛苏丹依布拉欣·依斯迈批评《1994年马来西亚联邦宪法修正案》是为政治或个人利益而夺取统治者的权力。同年8月25日，马哈迪在其部落格为修改联邦宪法削减王室特权一事道歉，并表示国阵政府所通过法令剥夺元首颁布紧急状态的权力不符合宪法，同时他也解釋自己当年所修改的宪法并非使所有法令皆无需通过元首的签名与核准。

## 潜水艇军购案的责任归咎
鲉鱼型潜水艇交易案是马哈迪担任反对党希望聯盟领导者时期多次批评纳吉·阿都拉萨的课题之一。由于潜水艇交易协议是在2002年马哈迪担任首相期间签订，但是是由时任副首相兼国防部长纳吉主持交易，引起马哈迪与纳吉双方互相指责对方的责任归咎问题。马哈迪回应他身为首相有一定的责任，但也强调，他在担任首相期间未曾与内阁讨论这宗潜艇交易，并表示：“我从没要买潜水艇，因为我们无法使用它们。我们无法在马六甲海峡使用潜水艇。”“还有，我们没有那笔钱。花费太高。”“但突然间，在我辞去相位后，我发现那个国防部长（纳吉）已下单采购两艘潜水艇。”“可能是在我担任首相时所做的决定，但我没受到通知。”
2019年6月8日，纳吉不满被时任执政党希望聯盟不断利用潜水艇无法潜水的课题攻击他而揭露潜水艇交易案的内幕，表示促成鲉鱼型潜水艇的交易是马哈迪要求法国让馬來西亞國際航空获得更多的降陆航线的洽商结果，并引述马哈迪的个人自传，内容提到马哈迪在1998年与法国领袖交换了4封信函。

## 關於武吉斯人言論
2017年10月14日，马哈迪在“爱国锄盗”集会上諷刺时任首相纳吉·阿都拉萨是“误打误撞来到马来西亚的武吉斯海盗”，並要求他「回到印尼蘇拉威西」。此言論引起擁有武吉斯血統的柔佛蘇丹抗議及雪蘭莪蘇丹下令要求警方援引煽動法令調查。马哈迪表示自己的言论是针对纳吉个人，因此不对此道歉。

## 竞选宣言并非圣经论
2018年7月，面对并没按照竞选宣言提名国会议员出任国会议长，引起反对党的不满并离席抗议，马哈迪对此宣称竞选宣言只是「指南」不是圣经，不需要虔诚地遵循。马哈迪的言论引起舆论诟病，也影響民间社会对希盟政府的领导信心。
2019年10月，马哈迪在一场记者会上为未能执行《希盟竞选宣言》辩护时坦言，当初希望联盟在大选前没有想过会赢，所以定下「高难度」的竞选宣言，目的是要让国阵难堪；不料希盟在大选中获胜，但许多竞选宣言不容易落实，并成为该宣言下的受害者。

## 违反交棒给安华的承诺
2018年马来西亚大选前，马哈迪曾与希望联盟高层达成协议，若胜选将由马哈迪担任首相，并会在两年内将首相一职交棒给安华·依布拉欣，不过希盟在大选前并没订下明确的马哈迪交棒日期。大选胜选并组成希盟政府后，出任第七任首相的马哈迪多次强调，他不会背弃两年后交棒给安华的承诺，并多次重申有关协议仍然有效，最后一次是决定在2020年11月的亚太经济合作组织峰会之后交棒。2020年马来西亚政治危机前夕，安华前往布城会见马哈迪商讨交棒事宜时透露，马哈迪向他大派定心丸，强调他将遵守希盟竞选前协议的承诺辞去首相职务。
2020年3月1日，由土著团结党总裁慕尤丁担任首相职位已成定局之后，马哈迪出席一场土团党记者会上埋怨慕尤丁与安华在政治危机期间的行动，更责备安华执意要与他竞争国会议员的支持，导致他沒能获得90名希盟国会议员的支持，无法组成新政府，结果造成两败俱伤。
2022年6月3日，马哈迪接受《马来前锋报》专访时再度批评安华与他争夺国会议员支持，是导致他没能再度当选首相的主要原因。希盟领导层则反批马哈迪没有审视本身的失误，以及拒绝兑现执政两年后将移交政权的承诺，却痴迷于将所有事情都归咎于安华。

## 评论印度内部事务
2019年9月，马哈迪在第74届联合国大会上发表「印度入侵与占领查谟和克什米尔」言论，惹来印度贸易团体不满，号召罢买大马棕油及禁止大马商品。
印度外交部隔日表示对马哈迪在联合国的言论表示遗憾，並暗示他的言论或会影响双方贸易关系。
同年12月，马哈迪因再次在「吉隆坡峰会」演讲中批评印度近期通过具争议性的《公民身分法修正案》是在歧视穆斯林。印度外交部随着呼吁马来西亚停止评论印度的内部事务，尤其是不清楚事实的情况下评论。
对马哈迪评论内部事务和两国分歧，印度首次对马来西亚发起了贸易战。尽管马哈迪认为，他的言论不应该升级成为马来西亚和印度之间贸易战的原因。
从2020年1月起，印度政府指示限制马来西亚棕榈油的进口。在经历了长达4个月的抵制后，印度在同年5月与马来西亚签署协议恢复购买棕榈油。

## 评论法国恐怖袭击事件引热议
2020年10月29日，法國尼斯發生有關伊斯蘭恐怖主義的袭击案，导致3人死亡。馬哈迪在事發幾小時后在自身部落格撰文評論13天前同樣在法國發生的薩繆爾·帕蒂謀殺案，抨击法国总统埃马纽埃尔·马克龙事后发表对付法国伊斯兰分离主义的言论。马哈迪的撰文也贴上推特写道：
|  |  |  |

|          | 汉译：法国人在他们的历史进程中杀死了数百万人。许多人是穆斯林。穆斯林有权愤怒，并为过去的屠杀而杀害数百万法国人。不过整体而言，穆斯林并未采用『以眼还眼』的法律。穆斯林没有。法国人更不应该这样。法国人应该教他们的人民尊重他人的感受。 |
| ——马哈迪 | |

該則推文後來因違反推特守則被推特刪除。
马哈迪的言论引起了强大的讨伐声浪，他亦被社交媒体用户贴上「离谱」与「可耻」的标签。法国数码事务部长塞德里克·奥在一条法语和英语的推文中强烈要求推特立即暂停马哈迪的推特账号，否则推特是谋杀呼吁的帮凶。其女儿玛丽娜·马哈迪隔日发推文引述印度圣雄甘地的名言：「以眼还眼，只会让天下盲目」。马来西亚另一位前首相纳吉·阿都拉萨發文呼吁推特用户应冷静阅读马哈迪的發文，并澄清马哈迪的言论不代表马来西亚的立场，同时建议应禁止马哈迪使用社交媒体。美国与德国驻马来西亚大使馆同声就法国尼斯和巴黎遭受恐怖攻击事件，向遇难者家属表示哀悼，并对马哈迪相关的文章表达不满。一名自称是法国前特种部队军人在Facebook留言威胁，扬言将铲除马哈迪，引起马来西亚皇家警察的注意。
2020年10月30日，马哈迪撰文表示，自己的文章遭外界扭曲。他说：“眾人應阅读整篇文章中的「总的来说，穆斯林没采用以眼还眼的法律。穆斯林没有，法国人不应该。反之，法国应教导人民尊重他人的感受」。”马哈迪表示自己对企图扭曲其文章以及断章取义的人士感到厌恶，並提及自己尝试解释贴文脉络，對臉书和推特删除有关贴文感到无能为力。他另补充说，这些对自己文章作出的反应，是为煽动法国人对穆斯林的仇恨。
2021年1月6日，美国非政府组织反极端主义项目将马哈迪列入该组织「全球最危险20大极端主义者名单」第14名。

## 对潘俭伟的指控
2021年12月6日，马哈迪为即将出版的新书《把握希望：为新马来西亚继续奋斗》（Capturing Hope: The Struggle Continues for a New Malaysia）接受《MalaysiaNow》网媒访问时，不点名批评前财政部长林冠英的民主行动党顾问「未经授权参与了政府事务」，并为政敌巫统攻击希盟政府提供了弹药。马哈迪也特别描述一名林冠英信赖的行动党高级顾问，指该名顾问在参与政府的商业谈判时，以为自己可以代表政府对公务员行使权力，并在谈判中采取了威胁手段。该访谈涉及106交易塔的谈判计划。
随后，行动党全国宣传秘书兼白沙罗国会议员潘俭伟在吉隆坡发表媒体声明时承认，他就是马哈迪在即将出版的新书中所公开的「顾问」，并对其中所提到的部分内容是针对他本人表示是错误的指控。潘俭伟表示，他虽然沒有阅读书籍内容的全部细节，然而，文章中发表的指控对他进行了严重的负面诽谤，迫使他立即对所发表的谎言作出回应，反驳马哈迪指控他未经授权参与政府事务和在谈判中诉诸威胁，并批评马哈迪对他存有偏见。潘俭伟的声明获得行动党同僚的支持，行动党秘书长林冠英表示，财政部有各种各样顾问，而马哈迪将所有责任归咎一名顾问是不公平的。
马哈迪之后为其新书进行推介召开新闻发布会时不点名告诉媒体，他听到很多人向他投诉在担任财政部的「顾问」表现得很傲慢。马哈迪表示，作为政治秘书，应该向部长报告国家政治，而不是四处执行政府政策，而正是因为这种态度，马来西亚失去了潜在的外国投资者，才会使许多商人对希盟政府反感。潘俭伟于12月12日再度反驳马哈迪点名他傲慢一事，认为马哈迪并不喜欢他，更沒给他机会辩护和回应，促请马哈迪公开指责他「傲慢」的华裔商人身份，同时也重申，在出任财政部长政治秘书期间，他不曾“威胁”任何商人或发展商。

## 发表非马来人同化论
2024年1月，马哈迪发表言论称马来西亚印度人并不完全忠于马来西亚，因为他们仍然认同印度。他为马来西亚印度人必须将自己视为马来人，并说马来语而不是泰米尔语，才能有权称马来西亚为自己的国家。他进一步补充说，非马来人必须同化并“成为马来人”。此番言论引起了多位政界人士和组织的尖锐批评，其中包括民族团结部长艾伦达干、数码部长哥宾星、民主行动党主席林冠英、统民党署理主席阿米拉艾莎。

## 批评商店中文招牌凌驾于马来语
2024年11月18日，马哈迪在X（以前的Twitter）平台上发文分享他在参观吉隆坡一家较新的购物中心的印象，对于商店招牌大量使用中文感到不安，指出中文似乎凌驾于马来语之上。他指出，在访问吉隆坡最新的购物中心时觉得自己身在中国，感叹这些新商场的招牌只有中文和英文翻译，却没有用马来语。马哈迪表示，他理解英文的应用，并举例在日本的招牌上都有英文翻译，但吉隆坡的这些招牌却有大大的中文，批评过分强调中文。马哈迪进一步指出，有一些中国媒体将马来西亚称为“小中国”，因为马来西亚与其它东南亚国家不同，允许商店在醒目位置展示中文，这可能是由于中国游客数量众多。马哈迪最后强调，在招牌上使用中文字符是可以的，但表示这应该仅限于使用小字符的翻译，马来西亚的官方语言是马来语，认为翻译不应削弱官方语言的重要性。随后，马哈迪社交平台管理员公开武吉加里尔柏威年广场內3家挂着中文招牌的商店，并表示这些照片是马哈迪亲自在逛商场时拍摄的。
马哈迪的帖子吸引大量关注，也引起网民褒贬不一的讨论。亲中华主义的华裔社会多以负面批评，但也有华裔支持并了解以前就存在的规则。巫裔社会多给予正面评价。

### 政治方面
马青全国中委兼马青木威区团团长林锦贤批评马哈迪的首都商场没马来文招牌的言论，指责是分裂人民和煽动种族情绪，是以破坏国家的过时思维，并让人民感到失望。公正党砂拉越州青年团主席兼美里国会议员赵俊文驳斥马哈迪的中文招牌威胁国家言语，反称中文招牌反映的是团结，并认为中文标牌的存在反映了马来西亚的多元文化身份以及华人社区对经济的重大贡献。马华副总会长兼丹绒比艾国会议员黄日昇抨击马哈迪关于购物中心招牌“清一色是中文字”的言论，直指其言论含有恶意，并试图以此种莫须有的指控作为攻击政府的手段。马华总会长魏家祥表示，他走遍吉隆坡各地，不曾看过只有中文招牌的商场，并指马哈迪的真正目的旨在获得本身族群支持。旅游、艺术及文化部长张庆信表示，前首相马哈迪作为资深的政治家，其声明无助于促进团结，也无助于经济发展，对大马的多元文化社会结构产生了负面影响，也批评吉隆坡市政厅的取缔行动影响大马的旅游形象。民主行动党武吉免登国会议员方贵伦发表声明称，他不同意吉隆坡市政厅的取缔行动，认为该行动在吉隆坡的多元文化和国际地区过于仓促，影响商家的正常经营，也对吉隆坡旅游业带来负面影响，呼吁吉隆坡市政局停止过度的取缔行动。
巫统青年领袖阿克马沙烈批评张庆信的声明，指责认为吉隆坡市政局的取缔行动过度的人，才是马来西亚种族主义者，并指出其它国家都会把自己的语言优先放在标牌上，然后再加上另一种语言作为注解，如此简单的事都不能理解，质问这些人是否真的不懂马来语。土著团结党马日丹那国会议员玛丝艾米雅蒂要求安华政府立即开除张庆信，并批评张庆信作为旅游、艺术和文化部长竟发表可耻的声明，为了招揽中国游客来马消费，放弃捍卫本土文化。玛丝艾米雅蒂指出，泰国、印度尼西亚甚至不会为了迎合游客，而把外来语言放在自己国家商店的招牌上，为什么马来西亚反而要使用非马来语。土团党马樟国会议员袁怀绍质问张庆信到底是马来西亚的旅游部长还是中国的旅游部长，批评后者竟然在出席中国上海的会议时，宣称马来西亚没有照顾和提供便利设施给中国游客，还愚蠢地向中国游客道歉。袁怀绍指责张庆信的论点是与民主行动党一样的沙文主义思维，并藉着近期备受热议的拆卸中英文招牌课题玩弄种族问题，实际上是在分裂马来西亚存在的团结，不尊重马来语作为国语的地位。伊斯兰党亚罗士打国会议员阿夫南哈米米批评方贵伦对地方当局执法行动的适当性的声明，并认为吉隆坡市政厅是根据现有司法管辖权采取行动，也是当局长期以来的做法。他表示，有关招牌问题并非种族问题，而是涉及执法问题，不理解方贵伦身为执政党成员不仅不支持吉隆坡市政厅的治理职责，还公开反对执法的原因。阿夫南哈米米强调，国民应该理解马来语作为国家语言的地位，就像人们去外国旅游，也不会对该旅游国的言语有异议。伊党总秘书达基尤丁哈山表示，作为马来西亚人的爱国责任，马来语必须具有主权，并在任何情况下受到各方优先考虑。达基尤丁也表示，对于忽视使用马来语作为人民沟通的第一官方语言的粗心态度是完全不能接受的。通讯部部长兼安华政府发言人法米法兹表示，马来西亚地方政府应该对双语招牌法规的取缔持续监控，而不是定期采取行动，因为此事会引起民众，尤其是当地商人的负面看法。法米也指出，如果业者从一开始就明白招牌标志必须遵循某些规则，那么从一开始就应该照理执行，不需要对此存在争论，因为这是地方当局已经概述的营业执照申请的条件之一，任何人都必须理解并遵守这些规定。
行动党社青团团长吴家良抨击国盟炒作中英文招牌课题，反质问对方何以在掌权期间不曾挑起这个课题。公正党八打灵再也国会议员李健聪不具名发文表示，一名老人使用非马来语，以旧思维的方式提出中文书写问题，引发专注于经济和国家建设项目的领导人之间的争论，对此感到难过，并对事件占用国会和媒体时间感到遗憾。该文被视为是对马哈迪的暗讽。另一方面，李健聪表示吉隆坡市政局对违规招牌的执法和政策没有打压任何语言，也没禁止使用其他语言，而当局只是执行1982年广告（联邦直辖区）附则，附例要求招牌上的马来文字优先，且字号应比其他语言的字号更大。马华公会副总会长兼丹戎比艾国会议员黄日昇表示，他力挺张庆信在双语招牌执法争议中的言论，并批评前首相马哈迪是挑起此课题的始作俑者。
砂拉越旅游、创意产业及表演艺术部长阿都卡林·姆拉曼韩沙（Abdul Karim Rahman Hamzah）表示，马来西亚吸引游客的关键不是招牌上的语言，是因为警方和其他机构提供高标准的安全服务，以及可以享受的旅游产品和游览环境。他表示，语言问题并不是游客来任何国家的主要担忧，就像国民去外国旅游，也不会坚持要求这些国家在路标上使用马来语。阿都卡林表示，他认同需要遵守法律规则，如果条例规范了招牌使用范畴，那么住在该地区的每个人都必须遵守，没有必要坚持使用其它语言来吸引游客。前任首相依斯迈沙比里称赞吉隆坡市政局对非马来语招牌采取的坚决执法行动，认为这是维护国家语言地位的值得表扬之举。依斯迈沙比里表示，支持应该对拒绝在招牌上使用马来文或轻视马来文重要性的人作出更严厉的处罚，也驳斥有关在招牌使用马来文会阻止游客访马的说法。马来西亚首相署部长扎丽哈·慕斯达法表示，任何人都必须遵守法律和法规，呼吁所有人停止争辩吉隆坡市政厅对商店招牌采取执法行动，并强调商店招牌必须以马来语优先。

### 社会反应
《The Rakyat Post》专栏作者Fernando Fang对网民反应作出回应，表示在急于将马哈迪的言论贴上反华的标签之前，应作出更深的考虑。他质问日本和新加坡可以在招牌中融入英文的同时保留了其文化精髓，但马来西亚却不能达到类似的平衡。Fernando Fang强调，他完全支持双语或三种语文的作法，但不能接受完全沒有马来语。专栏作者Belmont Lay表示，马哈迪的观察可能是正确的，因马来西亚人越来越接受外国文化的注入，并指出网络上存在两种声音，一些人支持马哈迪将马来语放在首位的呼吁，以遵守马来西亚的习俗并迎合当地居民，而另一些人则写道，马哈迪干涉商业实体权限的事务，正在加剧种族紧张局势。
《南洋商报》专栏批评马哈迪再拿中华圈挑事，更以粗俗言论（比如'学狗拿耗子'）指责马哈迪多管闲事，还強调中国与大马建交50年的关系。《星洲日报》专栏作者杨布易指出，中文是世界最广泛使用的语言，其影响力已超越地域限制，指责马哈迪刻意将中文招牌的突出，解读为对马来语地位的威胁，不但违背现代商业逻辑，更明显含有政治议程。专栏作者郑钦亮撰文表示，马哈迪宣称在吉隆坡市中心看到的广告招牌上没有马来文，全都由中文取代是假的，因为现实里连外劳都知道满街都是马来文。因此首都商业区招牌完全没有马来文，100%是马哈迪在说谎。
《自由今日大马》专栏作家莫辛·阿布都拉杜拉（Mohsin Abdullah）举出马哈迪过去的言行经常被指责为反华，并指责大马华裔拒绝融入和采用马来西亚的生活方式，但马哈迪否认自己反华。他个人认为，马哈迪质疑中文字符的言论可以被视为对政府的攻击，但不确定该想法是否有关系。莫辛·阿布都拉杜拉承认，马哈迪的说法确实是有道理的，对于认为被边缘化的马来人来说，安华政府经常被指责太软弱而无能为力，因为它是由行动党华裔控制的，并非马来人，这对于政府也不是一个新的指控，这取决于如何克服这个问题。
马来西亚国立大学族群关系研究院教授张国祥表示，有关拆除中文标志可能会影响游客抵达大马的说法只是一个不可接受的借口，并指出吉隆坡市政厅的取缔行动是根据法律章程行事的，认为执法行动会影响形象的人只需向游客告知真实情况，那些被取缔的场所是因为违反规定。非政府组织全国共识理事凯鲁丁阿布哈山对使用马来语可能会对旅游业产生负面影响的声明作出回应，表示这些声明是不了解宪法，警惕各方不要试图改变马来西亚作为东南亚地区国家的身份，强调国民必须接受马来西亚的存在来自马来亚的事实，使用马来语不会影响旅游业。并且呼吁执法部门不要在违反国家宪法的问题上妥协，因为马来西亚不是中国。马来西亚国家作家协会支持吉隆坡市政局在使用国家语言相关的商业标志许可证违规数据的举措，地方当局有明确的法案来执行使用国家语言和其他语言的法规。国家作家协会表示，吉隆坡市政局在执法中不存在歧视因素，事实上所有营业场所都应该了解所规定的任何法规，而代表政府的所有政党应该捍卫现有的行动和法规，而不是质疑已经明确的法律。马来西亚全国诗歌协会（PEMUISI）对吉隆坡市政局执行商业牌照的合规性提出异议的各方表示不满。协会主席拉祖安·依布拉欣（Radzuan Ibrahim）表示，大马不应该仅仅为了外国游客而抛开现有的法律法规，特别是涉及国家语言的问题 ，对于指使用马来语标志而被视为种族主义国家的说法更是无稽之谈，不应该从马来西亚人的口中说出。 
马来西亚中国餐饮业协会（Malaysia Chinese Restaurant Association）总会长高浩云指出，吉隆坡市政局开展的取缔中英文招牌行动，对当地中国餐饮业者造成重大影响，更进一步加重企业的运营成本，呼吁安华政府审慎对待招牌取缔行动，减轻餐饮业者负担。马来西亚中华总商会会兼马中商务理事会执行委员会主席长吴添泉表示，他力挺支持“多语招牌”立场的张庆信与倪可敏，并呼吁政治人物停止政治化和种族化有关课题。
八打灵再也市议会的一名前议员批评，那些抱怨遵守法律成本高昂的商业协会承认，他们没有为会员提供适当的建议质疑，指责只有中餐馆业主表现出不遵守规定，表明经营餐厅的中国人无法阅读申请表，或者傲慢地认为他们可以无视法律。他抨击政府的某些政客阻碍政府做事，却不处理此事。前马来西亚国家语文局总干事阿旺·萨里扬（Awang Sariyan）表示，现任政府內有部长级别的人和人民代表表达反对国家政策，包括国家语言政策的意见是不合适的。国家协议组织副主席苏巴斯·钱蒂拉博斯·阿鲁穆甘（Subas Chantirabos Arumugam）表示，每个国家在标志上使用母语或民族语言作为国家标识是很常见的，而马来西亚对此早已载入国家宪法和法律，也从沒看过有游客会投诉旅游国不使用他们的语文，促请一些团体不要试图制造不必要的问题。

### 政府机构
马来西亚国家语文局（DBP）通过其Facebook发布声明强调，其严肃对待公共招牌上忽视马来语的问题，尤其是那些在网上疯传的招牌，敦促国民不要忽视或轻视马来语。DBP表示，该局欢迎并赞赏马哈迪关于吉隆坡购物中心广泛使用外语的声明，以确保国语始终符合马来西亚联邦宪法第152条的尊严。DBP也宣布将与当地政府合作，监督在公共场所展示非国家语言的使用情况。DBP补充说，作为马来西亚人，任何形式的贬低官方语言的行为都是不应该容忍的，指出“各方必须准备好承担共同责任，以确保马来语作为国家的国家和官方语言。”DBP还列出可以使用验证服务的广告展示类型作为参考。
吉隆坡市政局和执法团队、马来西亚国家语文局（DBP）以及马来西亚皇家警方联同展开大规模在吉隆坡地区违规商业标志的取缔行动。吉隆坡市政局（DBKL）强调，有关11月21日取缔违反规定的商业标志是当局的定期行动，与被认为是落实马哈迪的言论无关，并指吉隆坡市政局每周都会在官方社交媒体平台公布执法活动，解释各类行动，包括拆除不符合规定的摊位和标志，此举与例行执法无异。
吉隆坡市政局（DBKL）发表一份声明，坚称在吉隆坡周围执行标志法规符合马来语作为马来西亚国家或官方语言的作用。DBKL在声明中表示，此次行动符合旨在确保国內营业场所遵守《1982年广告法令（联邦直辖区）》和《1976年地方政府法令》。马来西亚国家语文局（DBP） 表示，现有法律已规定在标志上使用马来语，业主每年更新营业执照时都必须了解法律，并批评马来西亚中国餐饮业协会（Malaysia Chinese Restaurant Association）给出各种不使用本国语言的理由。